# St. Peter, South Elmham
St. Peter, South Elmham of St Peter South Elmham is een plaats en civil parish in het bestuurlijke gebied East Suffolk, in het Engelse graafschap Suffolk. In 2001 telde het civil parish 39 inwoners.